# Citroën Ami 6
Der Ami 6 ist ein von 1961 bis 1969 gebautes Fahrzeug des französischen Automobilherstellers Citroën.
Der Ami 6 wurde am 24. April 1961 den Journalisten vorgestellt. Das umstrittene Design stammte von Flaminio Bertoni. Ami heißt auf Deutsch Freund. „L’Ami Six“, zu Deutsch „der Freund 6“, klingt auf Französisch wie „la Missis“, zu Deutsch: das Fräulein. Die im Citroën-Werk Vigo (Spanien) gefertigten Exemplare wurden in Spanien aus markenrechtlichen Gründen als „Citroën Dynam“ verkauft.

## Entwicklung

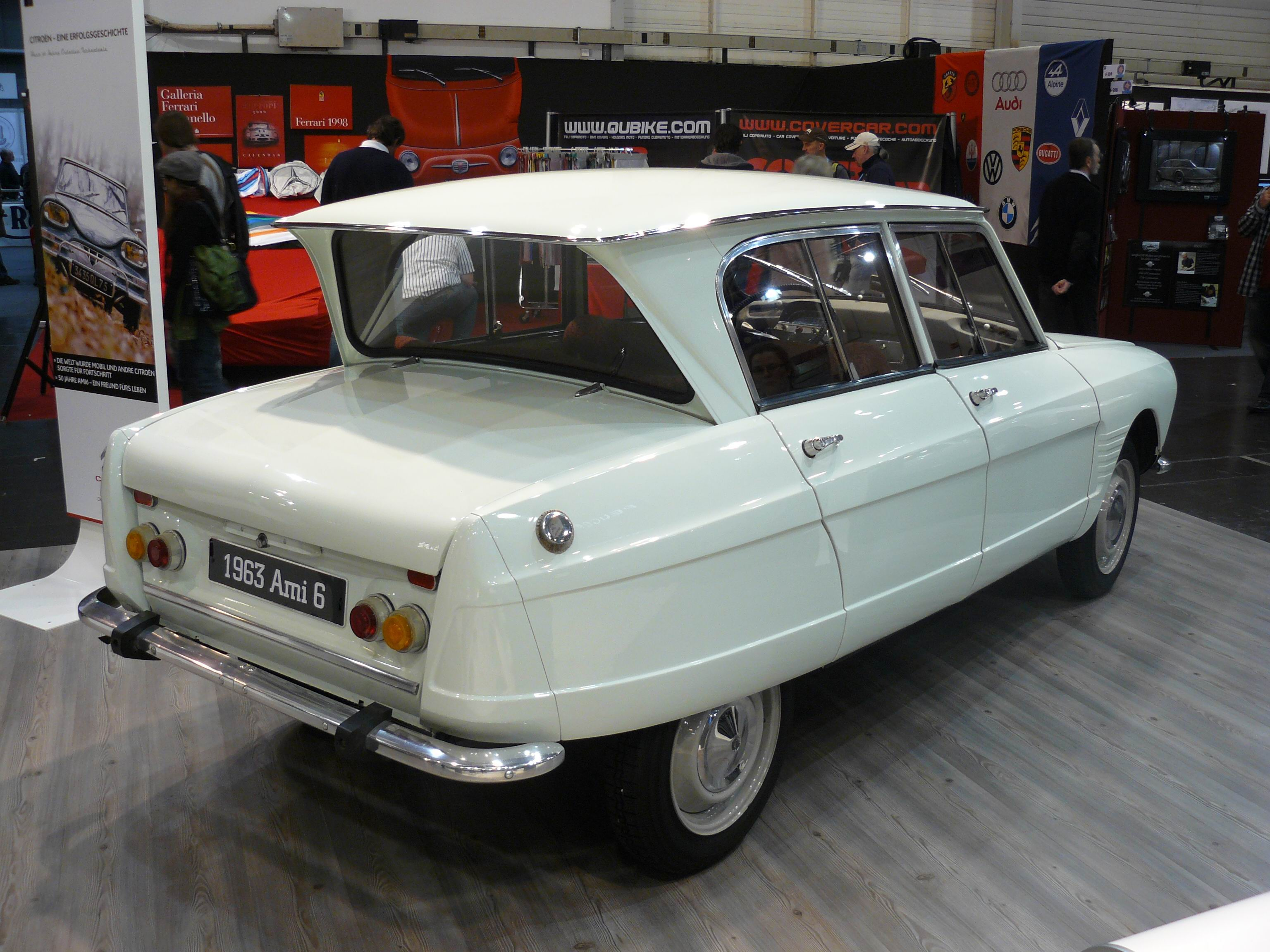
Markantes und ungewöhnliches Heck: Ami 6 Berline

In den 1950er-Jahren hatte der französische Automobilhersteller Citroën zwei große Verkaufsschlager in seiner Fahrzeugpalette: die D-Modelle als revolutionäre Oberklasse-Limousine und am anderen Ende der Skala das spartanische Volksauto der Franzosen, den 2CV. Daher entschied man sich Mitte der 1950er-Jahre, diese Lücke aufzufüllen.
Das Lastenheft des Generaldirektors Pierre Bercot an die Karosserieabteilung war schwierig zu realisieren: Ein großer Kofferraum, eine optimale Raumausnutzung und Komfort für alle Passagiere, die Länge des Fahrzeugs habe vier Meter nicht zu überschreiten – und das alles, ohne einen Kombi zu konstruieren.
Nach einer Reihe von Entwürfen des Projekts M (M = Mittelklasse) basierten einige auf einer „abgespeckten“ DS mit Hydropneumatik (Prototyp C-60), doch der angestrebte Verkaufspreis ließ die aufwendige Federung nicht zu. Daher entschloss man sich, auf Basis der Plattform und Mechanik des 2CV ein Fahrzeug zu entwickeln. Die revolutionäre Einzelradaufhängung der Vorder- und Hinterräder an Schwingen mit einem Längsfederelement wurde im Prinzip übernommen, aber für den nun schwereren und größeren Wagen angepasst. In Rennes entstand eine Automobilfabrik speziell für dieses und zukünftige Modelle.

## Modellgeschichte

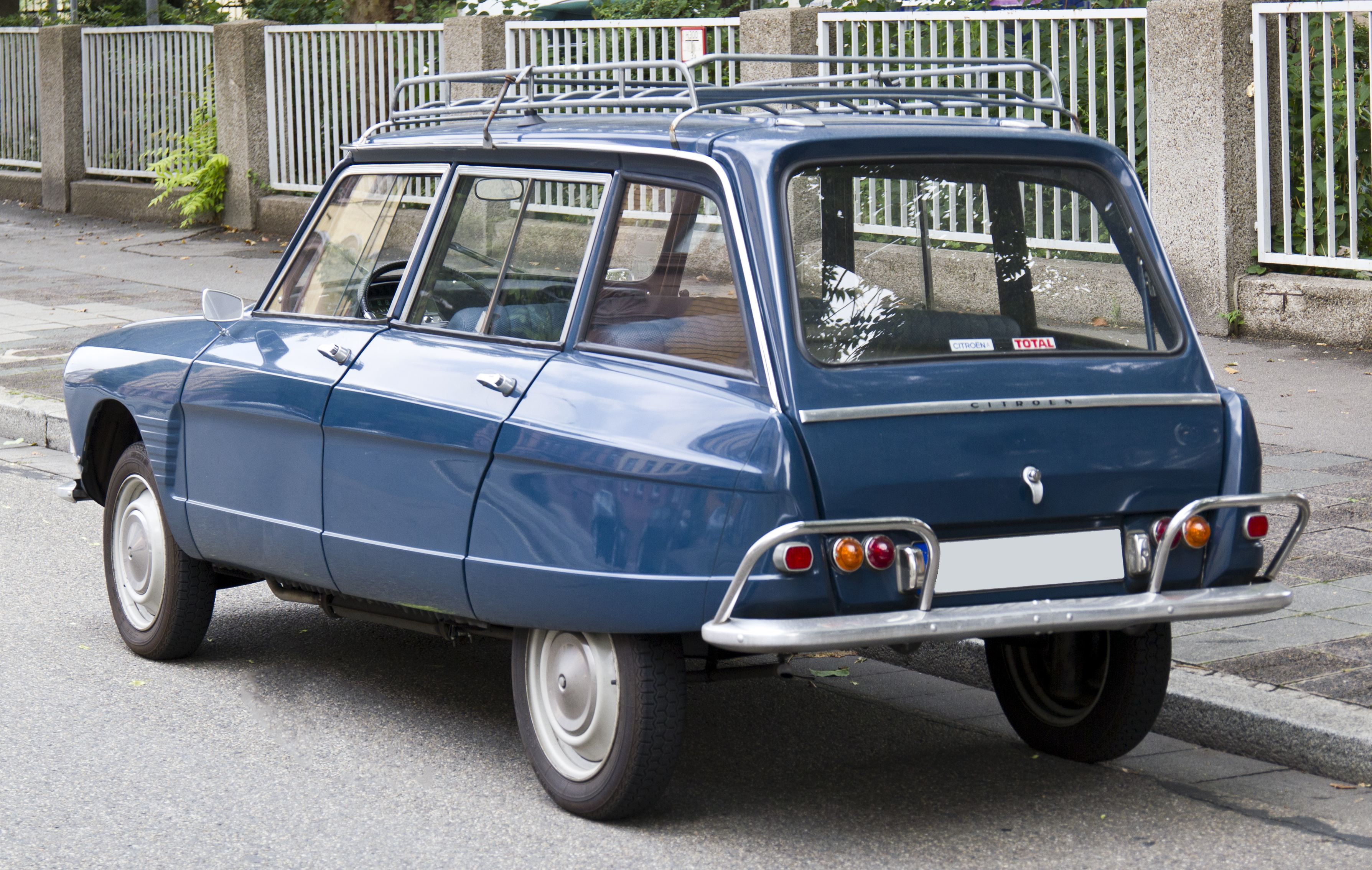
Citroën Ami 6 Break (1964–1969)

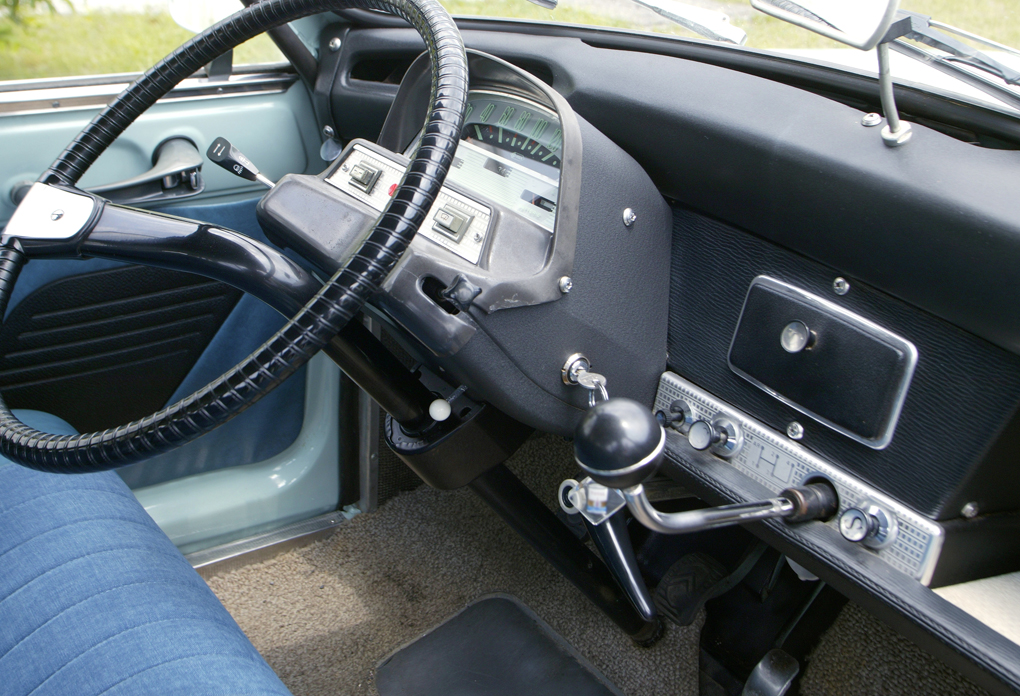
Interieur

Der luftgekühlte Zweizylinder-Boxer-Motor auf Basis des 2CV wurde für den Ami 6 auf 602 cm³ mit 14 kW (22 SAE-'HP/19,5 DIN-PS) vergrößert. Bemerkenswert war, dass der Motor mit der Leistung eines Kleinwagens imstande war, den vergleichsweise großdimensionierten Aufbau des Ami 6 auf 105 km/h zu beschleunigen. Anteil daran hatte die durchdachte Bauweise, die ein Fahrzeuggewicht von lediglich 610 kg zur Folge hatte, woraus sich ein günstiges Leistungsgewicht ergab. Die Fliehkraftkupplung des 2CV wurde entsprechend der stärkeren Leistung modifiziert. Das Interieur lehnte sich stilistisch stark an das der Citroën DS an.
Die eigens von Cibié konstruierten rechteckigen Scheinwerfer verliehen dank kleiner Zusatzreflektoren 26 Prozent mehr Lichtausbeute im Vergleich zu konventionellen runden Scheinwerfern.
Auf die anfängliche Kritik reagierte das Werk bereits im September 1961 und führte hintere Schiebefenster und einen von außen zu öffnenden Kofferraumdeckel ein; bis dahin wurde der Kofferraum über einen Seilzug an der Fondsitzbank geöffnet.
Im September 1963 erhielt der Ami 6 einen stärkeren Motor mit 24,5 PS (18 kW) bei unverändertem Hubraum.
Im November 1964 folgte der Kombi des Ami 6 mit dem traditionellen Namen Break.
Anfang 1968 wurde der Motor abermals verstärkt. Bei gleichem Hubraum leistete er nun mit höherer Verdichtung und einem Registervergaser 32 PS (24 kW).
Im März 1969 wurde der Ami 6 vom Ami 8 abgelöst.

## Rezeption
Trotz der anfänglichen Kritik an seinem Aussehen war der Ami 6 dank seiner „vernünftigen“ Konzeption erfolgreich – 1966 war er das meistverkaufte Automobil Frankreichs.
Jan Friedrich Drkosch (1913–1990) bemängelte 1961 an einem Testwagen, dass die weiche Federung (Aufbauschwingzahl vorn 72, hinten 88 Hz) von einer unzureichenden Dämpfung durch „eigenartige Trägheitsdämpfer an den Radachsen“ begleitet werde. Für den Gepäckraum nannte er „325 dm³ Fassungsvermögen“ und hielt den Verkaufspreis in Deutschland von 5450 DM für zu hoch.
Von Anfang 1961 bis Frühjahr 1969 wurden insgesamt 1.039.384 Exemplare des Ami 6 hergestellt.
Die Klassifizierung des Fahrzeugs als Kleinwagen ist umstritten.
Im 21. Jahrhundert sind die selten gewordenen Exemplare gesuchte Oldtimer geworden. Das eigenwillige Erscheinungsbild der ehemals als Mittelklasse angesehenen Fahrzeuge und die einfache Technik machen den Ami 6 beliebt. Als problematisch gelten die Korrosionsprobleme dieser Fahrzeuge.

## Einstufung im französischen Steuer- und Versicherungssystem
Der Ami 6 wurde nur mit einem 0,6-Liter-Motor angeboten, der 3 CV brachte. Im Volksmund war der Wagen damit auch schlicht la trois chevaux, da er über seinem kleineren Bruder (kleinerer Schwester, da Automobile in Frankreich weiblich sind) la deux chevaux, rangierte.